# Mister Billion
Mister Billion ist eine US-amerikanische Actionkomödie aus dem Jahr 1977 von Jonathan Kaplan. Der italienische Schauspieler Terence Hill verkörpert darin die Hauptrolle eines jungen, sympathischen, jedoch etwas blauäugigen Automechanikers.

## Handlung
Der italienische Automechaniker Guido Falcone lebt in sehr bescheidenen Verhältnissen in Rom. Als sein Onkel in den USA stirbt, eröffnet sich ihm die Möglichkeit, sein bescheidenes Dasein zu beenden und das riesige Finanzimperium seines dahingeschiedenen Onkels zu übernehmen. Dazu muss er allerdings innerhalb von 20 Tagen nach San Francisco reisen und das besagte Erbe antreten. Dieses Unterfangen klingt leichter, als es ist, denn Guido ist nicht der einzige, der das Geld haben möchte. Der Generalmanager der Firma hat ebenfalls Ambitionen auf das Unternehmen.
Guido war schon von klein auf ein Fan amerikanischer Western und hat alle Spielfilme mit John Wayne und auch Steve McQueen gesehen. Daher fällt es ihm leicht, die Sprache seines Kontrahenten zu verstehen. Im Gegensatz zu diesem will er ein Großteil des geerbten Vermögens für wohltätige Zwecke verwenden. Durch diese Nachricht macht die Presse regelrecht Jagd auf ihn, kaum dass er in New York angekommen ist. Guido hätte zwar gleich nach San Francisco mit dem Flugzeug reisen können, doch er wollte, wie sein Onkel und alle anderen damaligen Einwanderer, mit dem Schiff das Land erreichen. Die Weiterfahrt unternimmt er mit der Bahn und lernt dort die attraktive Rosie Jones kennen. Er ahnt nicht, dass sie von Cutler engagiert wurde, um Guido daran zu hindern, das Erbe anzutreten. Rosie hat normalerweise keine Skrupel, Männer über den Tisch zu ziehen, doch Guidos ehrliche Art imponiert ihr. Sie gerät zusätzlich in einen Gewissenskonflikt, als sie sich in Guido zu verlieben beginnt.
Der Medienrummel um den Billionenerben, der von der Presse als Mr. Billion betitelt wird, ruft einen Kidnapper auf den Plan, der Guido samt seiner Begleiterin Rosie aus dem Zug entführt und von Cutler Lösegeld fordert. Da dieser nicht an der Freilassung von Guido interessiert ist, schaltet er die Polizei ein, sodass der Entführer die beiden töten will. Guido, der mit Handschellen an Rosie gefesselt ist, gelingt die Flucht. Zunächst in John-Wayne-Manier mit dem Pferd, anschließend mit einem Auto – wie sein Idol Steve McQueen. Doch der Entführer holt sie mit einem Hubschrauber ein. Noch in der Luft überwältigt Guido den Mann und rettet ihn, als der Hubschrauber am Boden explodiert und der Entführer verletzt wird. Dabei entdeckt Guido das Schriftstück, das Rosie bei sich trägt und er eigentlich unterschreiben soll. Enttäuscht wendet er sich von ihr ab und tröstet sich mit einer jungen Frau, die er in einer Bar kennenlernt.
Doch auch sie hat es anscheinend nur auf sein Geld abgesehen und noch in der Nacht findet er sich bewusstlos unter einer Brücke wieder. Dort liest ihn der gutherzige Pops auf, der ihn jedoch nicht davon abhalten kann, in die Bar zurückzugehen, um sich dort sein Geld zurückzuholen. Das endet in einer wüsten Prügelei und Guido in einem texanischen Gefängnis.
Zusammen mit seinem Mitgefangenen Duane Hawkins trickst er den Sheriff aus und beide fliehen mit einem Sportwagen, was in einer Verfolgungsjagd mit den Deputys der Kleinstadt mündet. Bei seiner rasanten Fahrt gerät Guido mitten in ein Stockcarrennen, wodurch er seinen Verfolgern entkommen kann. Duane, der durch die Finanzpolitik der Banken seine Ranch verloren hat, hilft ihm weiterzukommen, da die Zeit drängt.
Cutlers, der herausgefunden hat, dass seinem Kontrahenten Rosie sehr viel bedeutet, bringt diese in seine Gewalt und erpresst Guido, damit er den Termin beim Nachlassgericht „freiwillig“ nicht einhalten soll. Da er Rosie genau um 12 Uhr im Grand Canyon abholen soll, kann er theoretisch nicht zum Ende der Frist in San Francisco sein. Aber Cutler hat nicht bedacht, dass zwischen den beiden Orten eine Zeitzone liegt, und so gelingt es Guido mit einem Firmenflugzeug seines Onkels rechtzeitig die Stadt zu erreichen und sein Erbe anzutreten.
Er setzt seinen neu gewonnenen Freund Duane Hawkins als Aufsichtsratsvorsitzenden ein, der als erstes die Zinsen für die Kreditnehmer der Falcon-Bank-Gruppe senkt. Alle anderen Aufsichtsratsposten vergibt er an alle, die ihm auf seiner Odyssee geholfen hatten, damit die erwirtschafteten Gelder fortan zum Wohle der Menschen verwendet werden.

## Hintergrund
Die Dreharbeiten zu Mister Billion erfolgten in Sonoma, Petaluma, San Francisco und Rom.
Der Film feierte seine Premiere in den USA am 3. März 1977 und kam am 7. Oktober 1977 in die bundesdeutschen Kinos.

## Besetzung und Synchronisation
| Schauspieler      | Rolle                  | Synchronsprecher      |
| ----------------- | ---------------------- | --------------------- |
| Terence Hill      | Guido Falcone          | Thomas Danneberg      |
| Valerie Perrine   | Rosie Jones            | Andrea Brix           |
| Jackie Gleason    | John Wellington Cutler | Martin Hirthe         |
| Slim Pickens      | Duane Hawkins          | Gerlach Fiedler       |
| William Redfield  | Leopold Lacy           | Hans-Werner Bussinger |
| Chill Wills       | Colonel Goldwell       | Wolfgang Lukschy      |
| Dick Miller       | Bernie                 | Michael Chevalier     |
| R. G. Armstrong   | Sheriff Bishop         | Wolfgang Völz         |
| Sam Laws          | Pops Dinwitty          | Edgar Ott             |
| Johnny Ray McGhee | Carnell Dinwitty       | Manfred Lehmann       |
| Bob Minor         | Farbiger Entführer     | Joachim Kemmer        |
| Frances Heflin    | Mona (Mrs. Apple Pie)  | Inge Landgut          |
| George W. Cumming | Seilbahnschaffner      | Hans Nitschke         |

## Kritiken
Kino.de wertete: „Road-Movie-Komödie mit Terence Hill, der sich bei seiner Reise durch die USA mit diversen lustig gemeinten Widrigkeiten konfrontiert sieht. Wie bei Hill-Komödien üblich, wird der Glaubwürdigkeit kein sonderlich hoher Wert beigemessen, und Nervenkitzel hinsichtlich des Ausgangs dürfte allenfalls bei den jüngsten Zuschauern bestehen. ‚Mr. Billion‘ war neben dem Fremdenlegions-Epos ‚Marschier oder stirb‘ Teil des scheiternden Versuchs, Hill auch in den Vereinigten Staaten zum Star zu machen.“
Auch tv-kult.com urteilte ähnlich: „‚Mr. Billion‘ ist kein typischer Terence Hill-Film und in vielen Momenten hat man auch das Gefühl, er passt einfach nicht in die Rolle. Wären da nicht ab und zu die frechen, kurzweiligen Sprüche, würde der Film gänzlich in Nebensächlichkeiten untergehen, denn auch die Story will nicht so recht in Fahrt kommen.“ „Trotz seiner Schlitzohrigkeit während der ganzen Handlung, erscheint Terence Hill in sehr durchschaubaren Szenen ziemlich naiv. Das widerspricht im Prinzip der kompletten Filmfigur, die schon von Anfang an genau weiß, was sie will und wer es nicht ehrlich meint.“

## Veröffentlichung
Der Film wurde zu Beginn der achtziger Jahre des 20. Jahrhunderts auf Bildplatte durch CBS/FOX veröffentlicht, später (am 28. Mai 2010) auch auf DVD durch Koch Media.

## Trivia
Ein vergleichbares Thema wurde in den Filmen Mr. Deeds geht in die Stadt und Mr. Deeds aufgegriffen.